# Сарлейский сельсовет
Сарлейский сельсовет — муниципальное образование (сельское поселение) в составе Дальнеконстантиновского района Нижегородской области. Административный центр — село Сарлей.

## История
Статус и границы сельского поселения были установлены Законом Нижегородской области от 15 июня 2004 года № 60-З «О наделении муниципальных образований - городов, рабочих посёлков и сельсоветов Нижегородской области статусом городского, сельского поселения».
Законом Нижегородской области от 28 августа 2009 года № 139-З сельские поселения Сарлейский сельсовет и Татарский сельсовет объединены в сельское поселение Сарлейский сельсовет.

## Население
| 2002  | 2010  | 2012  | 2013  | 2014  | 2015  | 2016  |
| ----- | ----- | ----- | ----- | ----- | ----- | ----- |
| 2297  | ↘2130 | ↗2179 | ↘2176 | →2176 | ↘2114 | ↘2076 |
| 2017  | 2018  | 2019  | 2020  | 2021  |       |       |
| ↘2039 | ↘2001 | ↘1992 | ↘1978 | ↘1813 |       |       |

## Состав сельского поселения
| №  | Населённый пункт | Тип населённого пункта       | Население |
| -- | ---------------- | ---------------------------- | --------- |
| 1  | Бакшеево         | деревня                      | ↘122      |
| 2  | Берсениха        | деревня                      | ↘8        |
| 3  | Большое Сескино  | деревня                      | ↘42       |
| 4  | Борцово          | деревня                      | ↘54       |
| 5  | Льготка          | деревня                      | ↘2        |
| 6  | Малое Сескино    | деревня                      | ↘99       |
| 7  | Румстиха         | село                         | ↘440      |
| 8  | Сарадон          | деревня                      | ↗13       |
| 9  | Сарлей           | село, административный центр | ↗767      |
| 10 | Татарское        | село                         | ↘583      |
| 11 | Учеватиха        | деревня                      | ↘0        |